# El Trébol (Chubut)
Pour les articles homonymes, voir El Trébol (homonymie).
El Trébol est une localité argentine située dans le département d'Escalante, dans la province de Chubut. La localité est située à 685 mètres d'alititude, au milieu du plateau patagonien, sur la route nationale 26, près du Campamento El Tordillo. Ses coordonnées sont 45° 49′ 00″ S, 67° 55′ 60″ O.

## Toponymie
Nommé d'après l'espèce Trifolium. Le nom de camp est une façon de désigner ces lieux urbains sur la base d'une analyse comparative, étant donné qu'ils étaient administrés à partir d'une unité centrale proche ou éloignée du site urbain d'origine.

## Histoire
Le site est né comme camp pétrolier en 1930, avec d'autres sites tels que Pampa del Castillo, Manantiales Behr, Restinga Ali, Escalante, entre autres. La raison de l'établissement de ce campement était de maintenir les concentrations de travailleurs à proximité des sources d'exploitation,,. Il est rapidement devenu un important champ pétrolifère pour YPF, où vivaient des travailleurs provenant de provinces telles que Catamarca et La Rioja. L'entreprise publique a progressivement remplacé ces vieilles tentes de toile surplombantes improvisées au bord des têtes de puits et a transformé les camps en véritables villages.
Le camp était visité par le boucher ou le marchand de fruits et légumes, tous deux d'YPF, deux fois par semaine. Chaque habitant achetait ce qu'il voulait. Il y avait aussi des vendeurs privés comme les pêcheurs, les vendeurs de pâtisseries comme les rosquitas et les gâteaux, qui les apportaient dans leurs paniers, et même des commerçants avec des marchandises variées comme les glaciers qui venaient de Comodoro tous les jours. Comme beaucoup d'autres camps de la région, il y avait des magasins, des restaurants, des hôtels, des boutiques, des lieux de divertissement (comme des cinémas), des commissariats de police, des centres de santé, etc.
La localité entretenait également des liens notables avec ses camps frères de la région, Escalante, Manantiales Behr, Cañadón Perdido, Pampa del Castillo et El Tordillo, les principaux camps de l'entreprise, ainsi que des contacts avec d'autres camps d'entreprises privées. Les moyens de ces rencontres étaient un terrain de football et une équipe de football composée de travailleurs de l'entreprise, et des spectacles sportifs et musicaux étaient proposés. Le match de football était tellement attendu qu'il y avait même des classiques entre les équipes des travailleurs du pétrole. L'atmosphère, selon les habitants eux-mêmes, était de nature paradisiaque avec une entreprise qui fournissait tout dans une atmosphère si familière. En outre, un bus reliait le camp à Comodoro Rivadavia pendant la semaine. La ville disposait également d'un terrain de football et d'une équipe de football composée de travailleurs de la compagnie. L'importance des clubs sportifs dans les camps pétroliers était de canaliser les attentes du personnel de la compagnie en matière de participation. Comme ils étaient empêchés de participer aux décisions politiques qui étaient entre les mains de l'entreprise, ils ont dû se canaliser dans une autre direction. Entre 1915 et 1946, plus de 20 clubs ont été créés dans différents camps. En outre, les clubs n'étaient pas seulement le centre de l'attention sportive, mais aussi le lieu de danses sur place et de rencontres sociales.
Vers la fin des années 1960 et au début des années 1970, le camp est lentement démantelé, ce qui amène les travailleurs à déménager vers de nouveaux quartiers de la Zona Norte (zone nord) de Comodoro Rivadavia.
L'importance du camp a refait surface avec la reprise de l'activité pétrolière dès 2003, et en 2013, lorsqu'il a été déclaré champ mature, l'exploration non conventionnelle lui a été imposée, avec des plans pour aller à plus de 3 800 mètres de profondeur afin d'atteindre la formation D-129 et découvrir s'il existe des structures de gaz de schiste.
En mai 2014, le président et directeur général d'YPF, Miguel Galuccio, et le gouverneur de Chubut, Martín Buzzi, ont annoncé la découverte d'hydrocarbures non conventionnels dans le champ d'El Trébol, dont les caractéristiques générales sont similaires à celles du champ non conventionnel de Vaca Muerta.

## Galerie

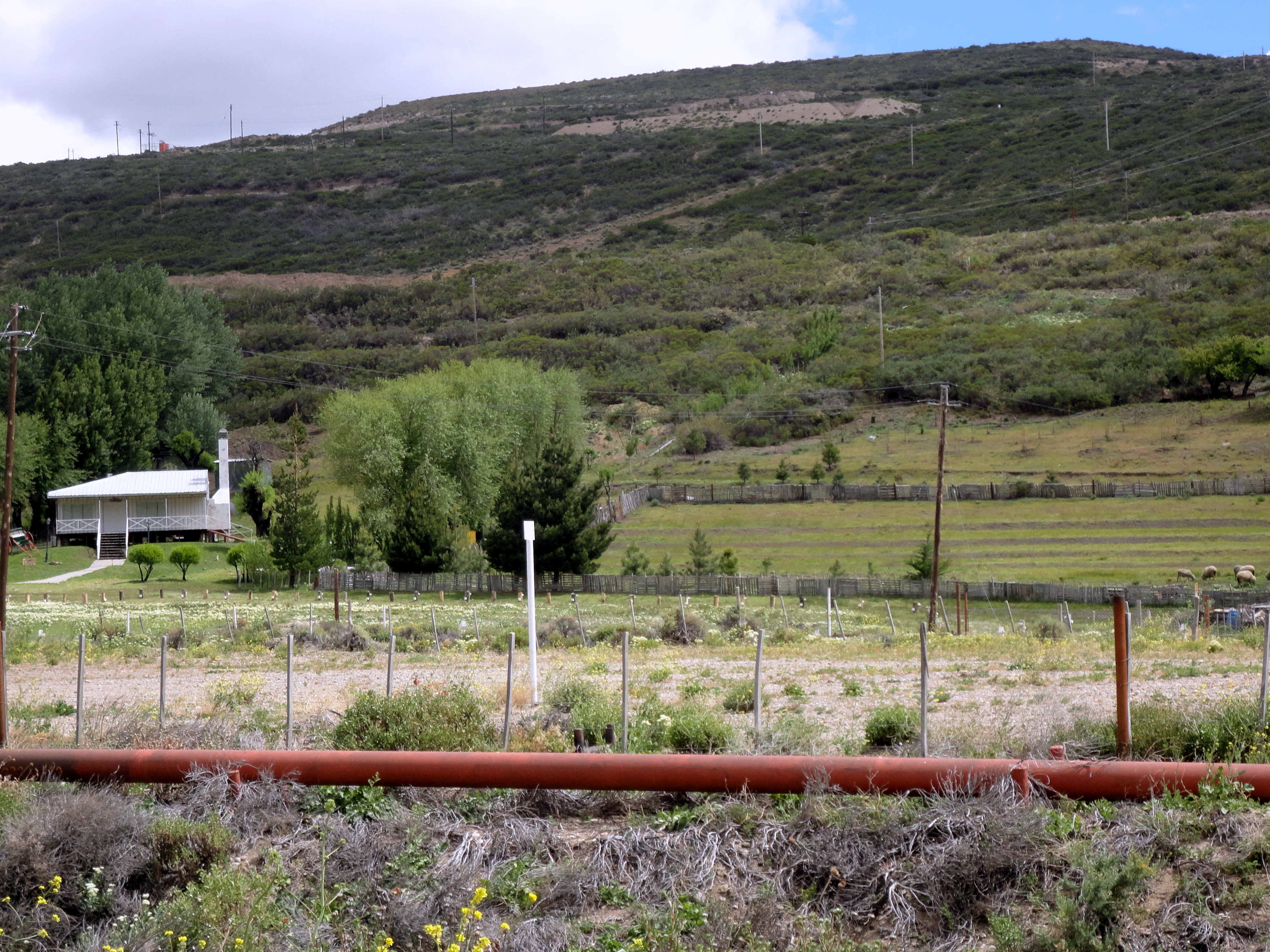
Maisons encore habitées par des ranchers dans les environs immédiats du champ pétrolifère.
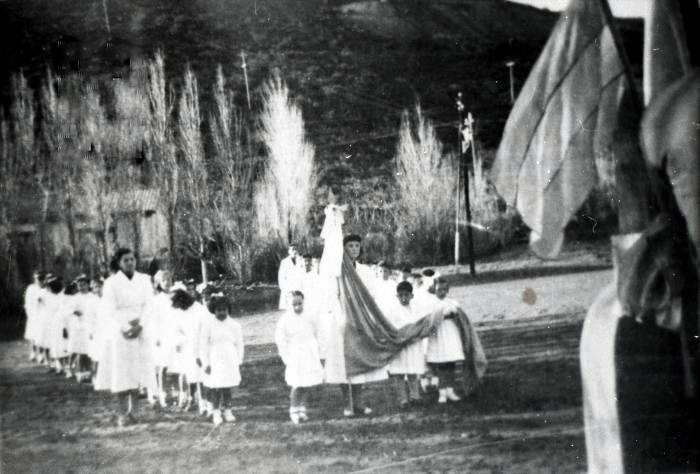
Activités scolaires dans la ville pétrolière de l'époque, avec une forte affluence.
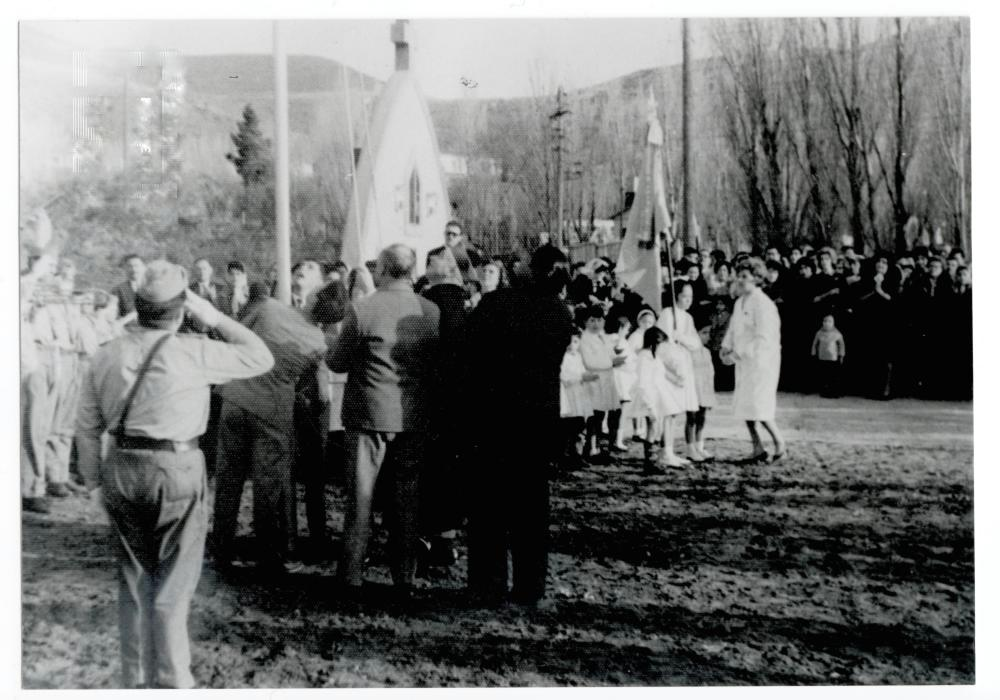
Cérémonie religieuse publique au camp.